# Belmopan
Belmopan är huvudstaden i Belize och har cirka 13 000 invånare. Staden ligger 76 meter över havsytan och byggdes upp öst om Belize River i distriktet Cayo, 80 kilometer inåt landet från förra huvudstaden (hamnstaden Belize City). Belmopan byggdes särskilt för att bli landets nya huvudstad, då man ville flytta landets administration från Belize City som nära nog ödelagts av orkanen Hattie 1961. Staden började byggas 1967 och stod färdig 1970 och blev då landets huvudstad. Den är en av världens minsta huvudstäder.
Nationalförsamlingsbyggnaden är byggd för att likna ett mayatempel.